# 微晶楼梯草
微晶楼梯草（学名：Elatostema papillosum）是荨麻科楼梯草属的植物，为中国的特有植物。分布于中国大陆的云南等地，生长于海拔1,100米至1,300米的地区，常生于山谷常绿阔叶林中或林边，目前尚未由人工引种栽培。